# Giacomo Panizza
Giacomo Panizza (Castellazzo, Bormida, 27 de marzo de 1804 – Milán, 1 de mayo de 1860) fue un compositor italiano. Dirigió durante 13 años la Scala de Milán. Compuso 2 óperas y 13 ballets.